# 1968年民主黨全國代表大會
1968年民主党全国代表大会是1968年8月26日至29日在美国伊利诺伊州芝加哥举行的民主黨全國代表大會。由於时任总统林登·约翰逊宣布不寻求连任，因此这次大会的目的是为民主党选出新的总统候选人。 最終副总统休伯特·汉弗莱和缅因州参议员埃德蒙·马斯基在此次大會上分别被提名为总统和副总统候選人。
期間反越战团体以及反战人士、參與民主党总统候选人角逐的尤金·麦卡锡的支持者在場外抗議，他們遭到芝加哥警察的嚴厲鎮壓。